# 黄金城道
黄金城道是中華人民共和國上海市長寧區的一條步行街，宽46米至80米，全長670米，景观面积46000平方米，景观设计由SWA集团負責，设计院為上海北斗星景观设计事务所有限公司，施工单位為上海上房绿化有限公司，上海古北（集团）有限公司負責投資。步行街於2001年筹划，2009年開放。該步行街沿街商户数常年保持在200家左右。